# Liste der Fluggesellschaften in Vanuatu

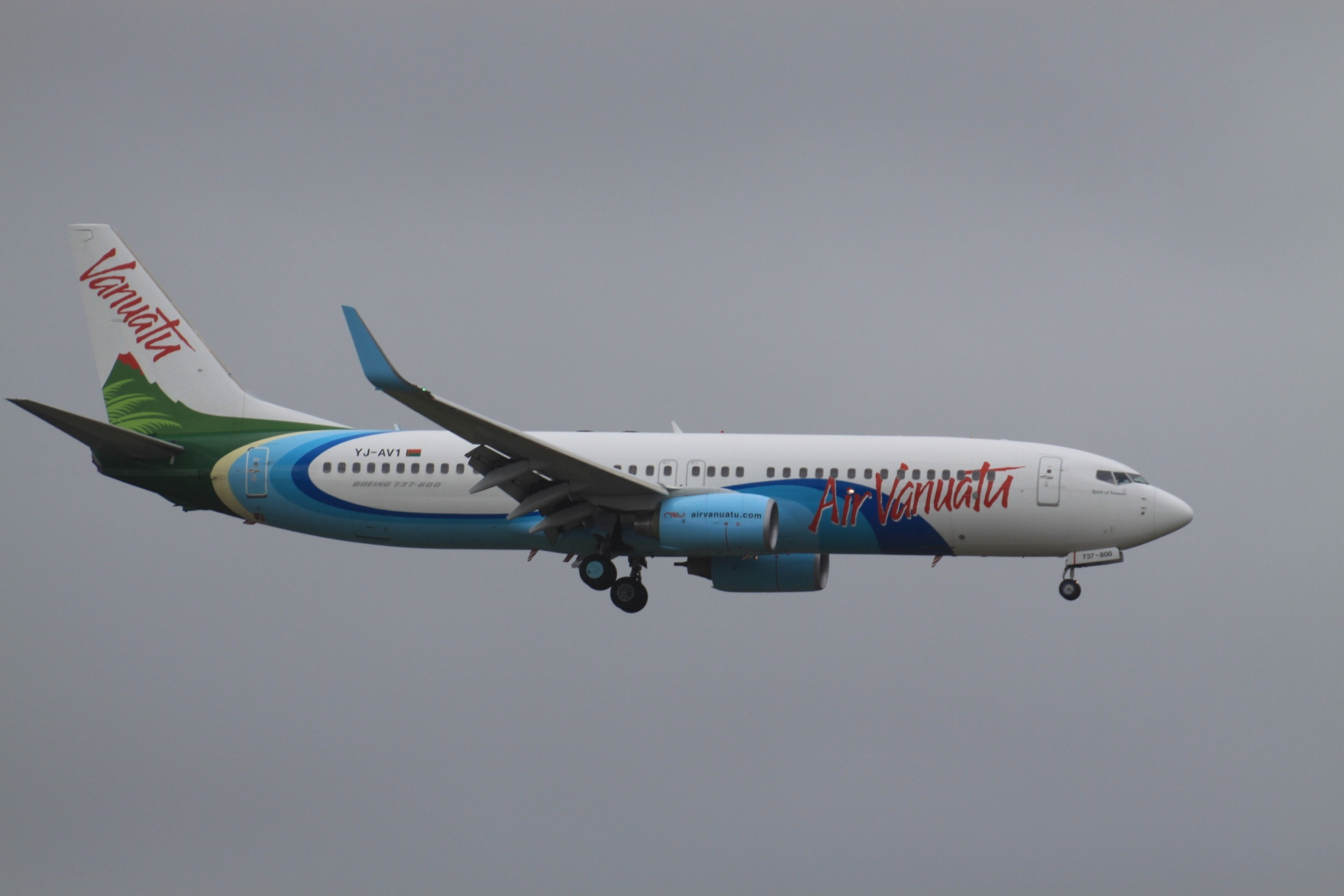
Air Vanuatu

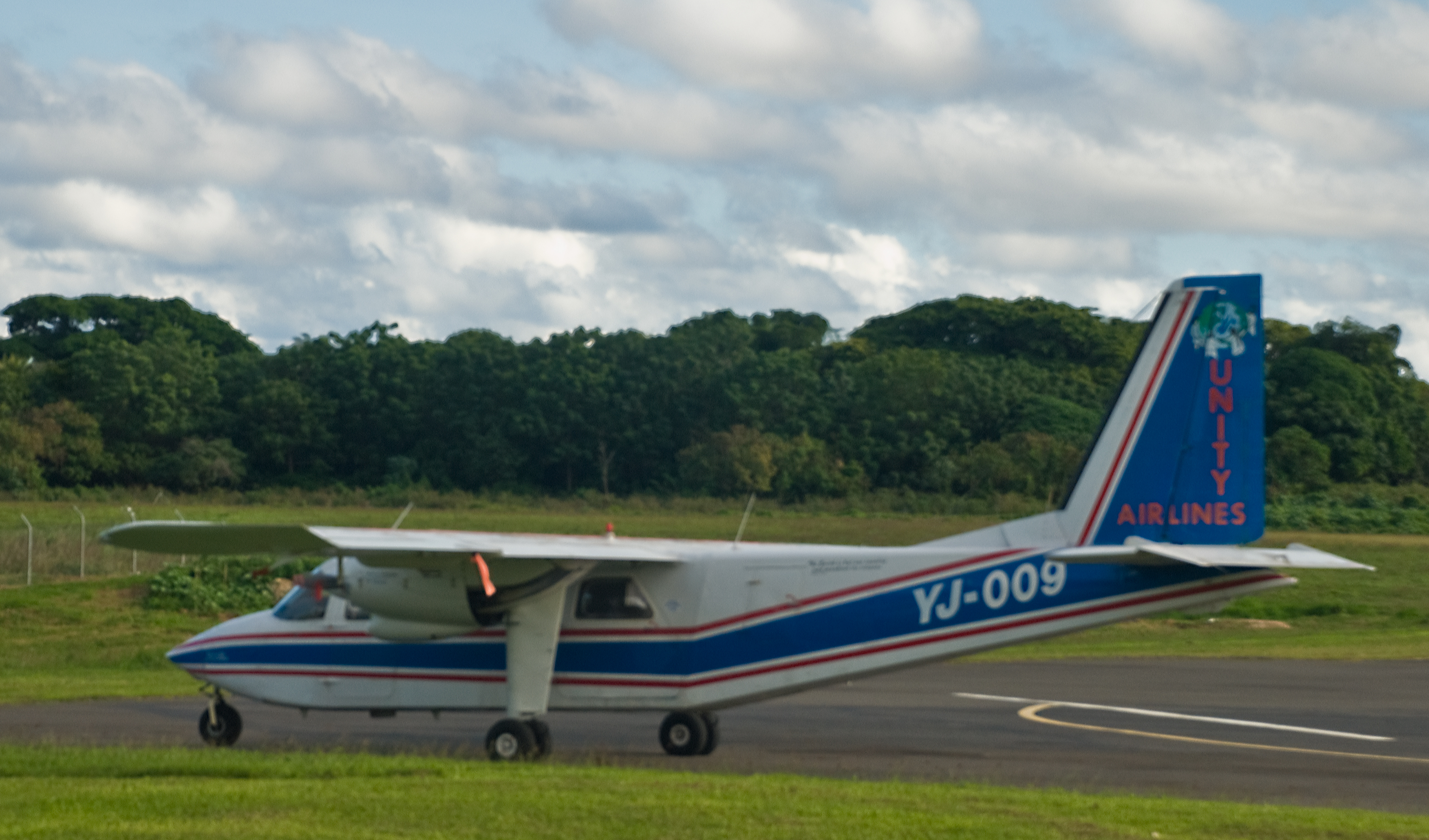
Unity Airlines

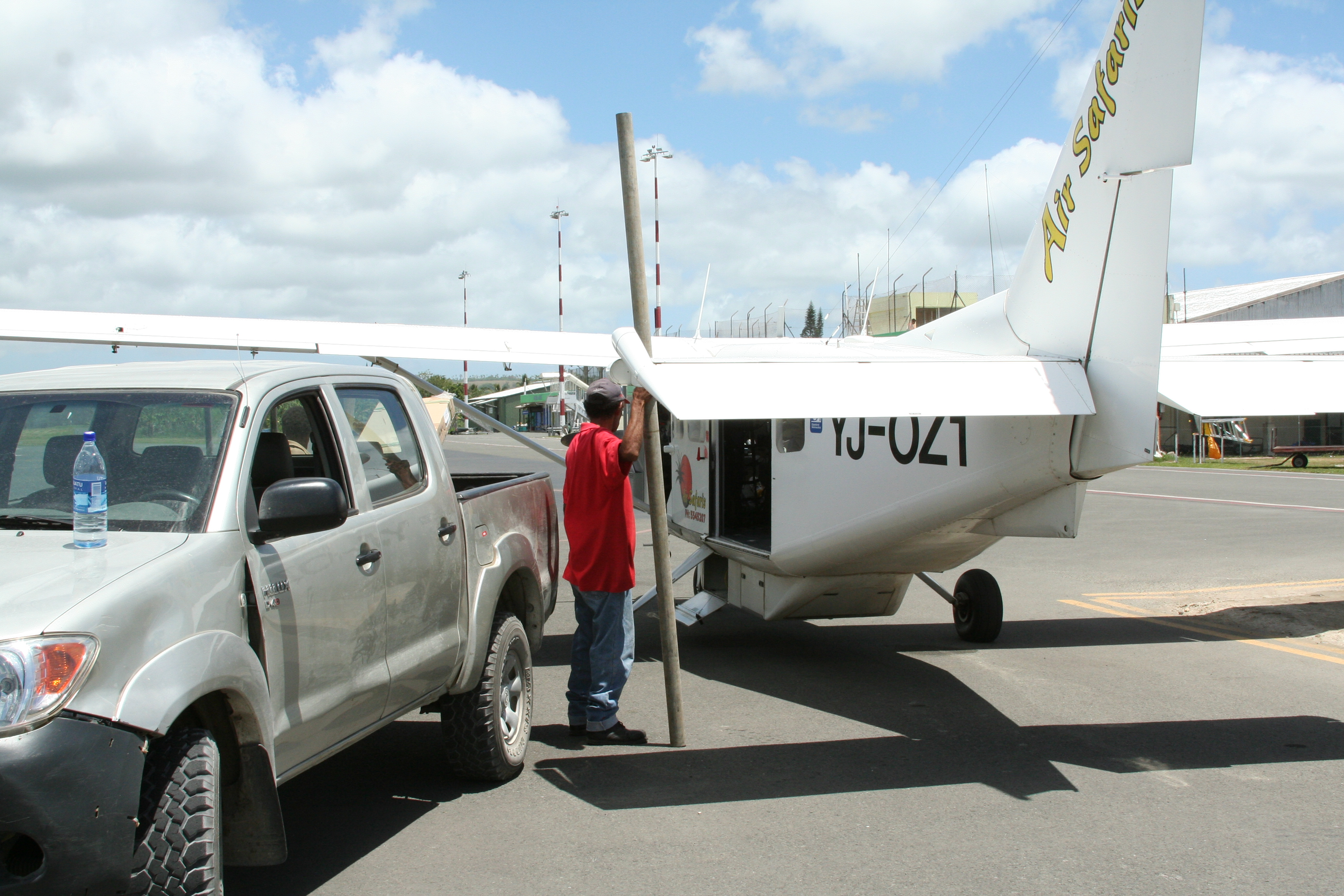
Air Safaris

Dies ist eine Liste der Fluggesellschaften in Vanuatu.

## Aktuelle Fluggesellschaften
Quelle:
- Air Safaris (seit 2008)
- Air Taxi Vanuatu (seit 2007)
- Air Vanuatu (seit 1987)
- Unity Airlines

## Ehemalige Fluggesellschaften
Quelle:

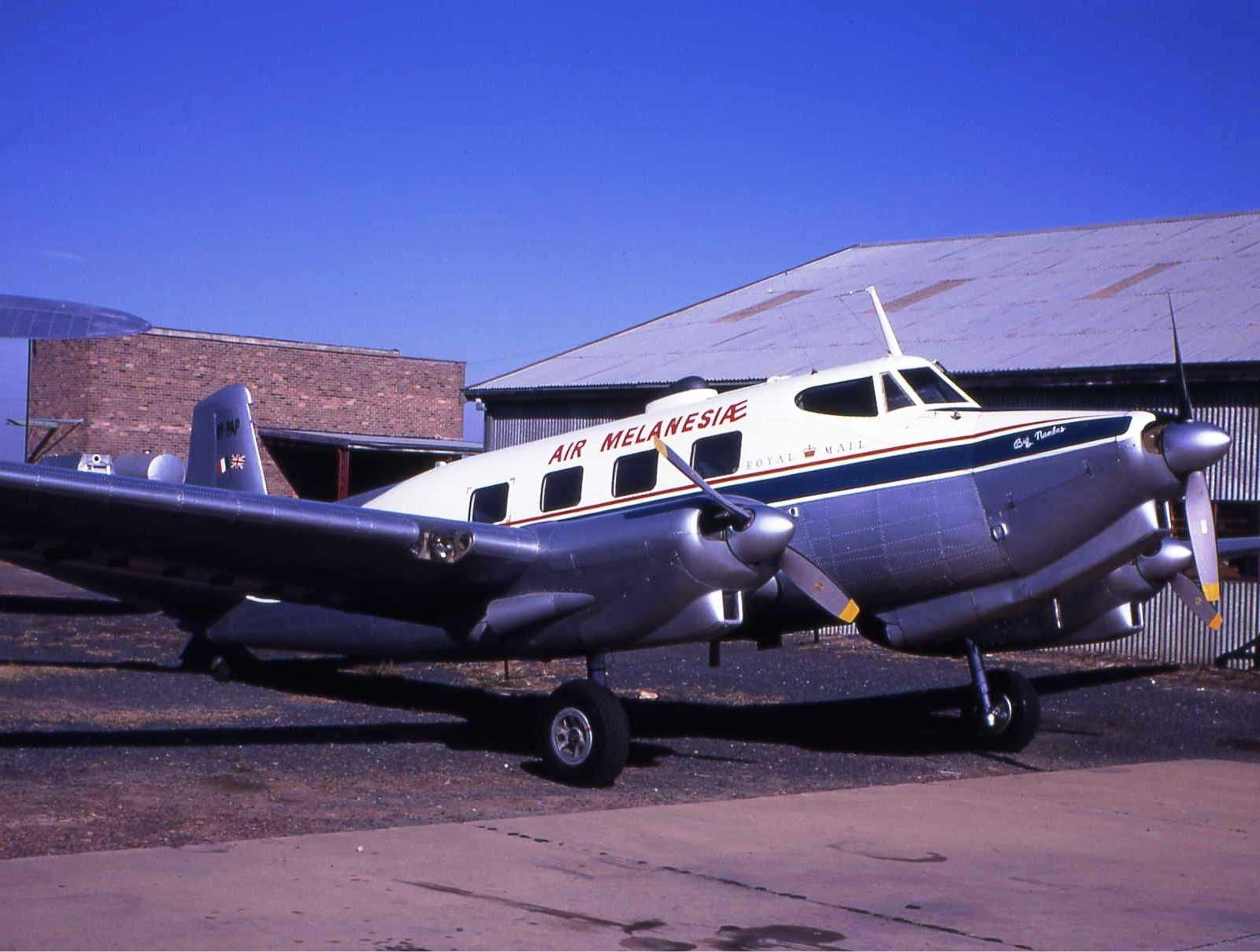
Air Melanesiae

- Air Melanesiae (1965–1989) – in Vanair aufgegangen
- Air Tropicana (2004–2006)
- Dovair (1987–1990)
- Vanair (1989–2004) – in Air Vanuatu aufgegangen
- Vanuatu Airways  (2011)